# One Minute
"One Minute" är en låt skriven av komponerad av den amerikanska poprock sångerskan Kelly Clarkson, Chantal Kreviazuk, Kara DioGuardi, och Michael Raine Maida. Det är den andra singeln från hennes tredje studioalbum, My December, (2007), att släppas i Australien.

## Bakgrund
Enligt Clarkson skulle "One Minute" egentligen varit med på hennes andra album, Breakaway.

## Listplaceringar
| Lista (2007) | Topplacering |
| ------------ | ------------ |
| Australien   | 36           |

### Fotnoter
1. ↑  ”Listplacering”. http://australian-charts.com/showitem.asp?interpret=Kelly+Clarkson&titel=One+Minute&cat=s. Läst 23 maj 2011.